# András Csepregi
András Csepregi (Nagykanizsa, 27 ottobre 1961) è un ex calciatore ed ex giocatore di calcio a 5 ungherese.

## Carriera
Con la nazionale maschile di calcio a 5 dell'Ungheria, Csepregi ha disputato il FIFA Futsal World Championship 1989 nel quale la selezione magiara è stata eliminata nel girone del secondo turno, comprendente Paesi Bassi, Belgio e Italia.

## Palmarès
- Campionato ungherese: 1 
Honvéd: 1990-91